# Carrer del Pont (Sallent)
Carrer del Pont és un carrer al municipi de Sallent (Bages) catalogat a l'Inventari del Patrimoni Arquitectònic de Catalunya. Aquest carrer sorgí els segles XVII-XVIII com a raval de la vila, al costat del camí ral que entrava a la vila pel Pont Vell, abans de construir-se l'actual carretera. Era el primer grup de cases abans d'entrar al poble. El nom tradicional de Rampinya li prové de les fortes rampes que s'ha de salvar al principi i al final. El barri, en un principi, predominaven els rabassaires i els jornalers. És un carrer que conserva la seva estructura i fesomia primitiva, algunes cases denoten una construcció dels segles XVII-XVIII per les més antigues, inclús sota de l'asfalt es pot veure l'empedrat antic, format de pedres clavades a terra, que havien d'evitar que els cavalleries rellisquessin en la forta pujada.